# Pászthy Bea
Pászthy Bea (?, Eger - ) csecsemő- és gyermekgyógyász, gyermekpszichiáter, klinikai farmakológus és pszichoterapeuta szakorvos, kognitív viselkedésterapeuta és családpszichoterapeuta, a Semmelweis Egyetem I. Gyermekgyógyászati Klinika vezető főorvosa és egyetemi tanára. A gyógyítás és az oktatás mellett a kutatás területén is aktív.

## Életrajz
A szakember a Semmelweis Egyetemen diplomázott, gyermekgyógyász, gyermekpszichiáter, klinikai farmakológus, pszichoterapeuta szakorvos, valamint a Magyar Családterápiás Egyesület kiképző családpszichoterapeutája. Emellett kognitív viselkedésterapeuta, kognitív remediációs terapeuta és EMDR terapeuta végzettségekkel is rendelkezik. Hat évig élt és dolgozott Angliában. Édesapja az Eszterházy Károly Egyetem gyakorló iskolájának igazgatója volt, a hetvenes évek elején angol tagozatot indított. Édesanyja szintén pedagógus.

## Karrier
Az Egészségügyi Szakmai Kollégium Gyermekpszichiátriai és Addiktológiai Tagozatának elnöke, a Magyar Gyermek- és Ifjúságpszichiátria és Társszakmák Társasága vezetőségi tagja, a Magyar Pszichiátriai Társaság elnökségi tagja, a Magyar Pszichiátriai Társaság Evészavar Szekciójának alapítója és társelnöke, a Magyar Gyermekorvos Társaság vezetőségének felkért tanácsadó tagja, az ÁEEK Nemzeti Vizsgabizottság Gyermekpszichiátria szakvizsgabizottság elnöke, a Semmelweis Egyetem ÁOK Gyermekpszichiátriai Grémiumának elnöke, a European Union of Medical Specialist, Child and Adolescent Psychiatry (UEMS-CAP) vezetőségi tagja, a European Medicines Agency (EMA) állandó gyermekpszichiátriai szakértője. Az MCC-Mindset Pszichológia Iskola oktatója és fővédnöke, a Mindset Pszichológia pszichológiai tanácsadóközpont fővédnöke.
2005-ben létrehozta az első családközpontú Gyermekpszichiátriai és Pszichoterápiás Osztályt a mentális betegséggel küzdő gyermekek gyógyítására a SE I. Gyermekgyógyászati Klinikáján, majd megalapította az első magyar evészavar részleget gyermekek és kamaszok számára. Doktori disszertációját 2007-ben A gyermek- és serdülőkori anorexia nervosa pszichoszomatikus jellemzői címmel írta. A gyógyítás mellett segíti a fiatal szakemberek fejlődését, graduális és posztgraduális képzéseket tart, valamint szakmai konferenciákat rendez. Alapítója és szervezője a Háziorvosok Pszichiátriai és Pszichoszomatikus Akadémiájának (HOPPA), a Gyakorlati Gyermekpszichiátria Gyermekorvosoknak továbbképző tanfolyamnak, illetve a Magyar Evészavar Kongresszusnak. Rezidens orvosok és fiatal szakorvosok számára megalapította a Disputa Akadémiát.
Több nemzetközi és hazai együttműködésben vett részt a gyermekek mentális betegségeinek kutatása céljából. Az elmúlt évben Bunford Nórával együtt két jelentős kutatási pályázatot nyertek el (Nemzeti Labor, Nemzeti Agykutatási Program). A kutatási és terápiás érdeklődésének fókuszában az anorexia nervosa és pszichoszomatikus zavarok, valamint a krónikus gyermekgyógyászati betegségek mentális következményei állnak. Emellett elkötelezetten dolgozik azon, hogy a mentális betegség ne legyen stigma, a páciensek könnyebben és szégyenkezés nélkül jussanak szakellátáshoz.
Kezdeményezésére dolgoztak ki húsz gyermekpszichiátriai kórkép terápiás irányelvét, amely a hazai gyermekpszichiátriában jelenleg is iránymutató eljárások gyűjteménye. Dolgozik a gyermekpszichiátriai szakképzés megújításán, jövőbeli tervei között szerepel e képzési program harmonizálása hazánk egyetemei között és az Európai Unión belül is.
2015-ben Pro Familiis Díjat kapott, 2021-ben a magyar tudomány kategóriájában Prima Díjjal jutalmazták, valamint Prima Primissima Díjra is jelölték. A Dévai Szent Ferenc Alapítvány alapító kurátora, a Názáreti Nevelőképző Iskola szakmai vezetője. 2023-ban felterjesztették Szent-Györgyi Albert Orvosi Díjra. 2024-ben a Magyar Érdemrend lovagkeresztje kitüntetésben részesült.

## Művei
- „Evészavarok és testképzavarok”, Pászthy Bea, Túry Ferenc, Pro Die Kiadó, 2008 (ISBN 9789638734891)[12]

## Magánélet
Szabadidejében férjével „kéktúrázik”, többször járt az El Camino különböző útvonalain, a Balaton-felvidéki biokertjét gondozza, illetve képzőművészeti kiállításokra és színházba jár.
Férje Szabó Miklós gyermekorvos, neonatológus professzor, két felnőtt gyermekük és két unokájuk van.